# Пауърс (град, Орегон)
Пауърс (на английски: Powers) е град в окръг Кус, щата Орегон, САЩ. Пауърс е с население от 734 жители (2000) и обща площ от 2,1 km². Намира се на 87,2 m надморска височина. ЗИП кодът му е 97466, а телефонният му код е 541.